# 新虎小屋
新虎小屋（しんとらこや）は、東京都港区新橋ー虎ノ門間を結ぶ「新虎通り」沿道の「まちのにぎわい施設」。カフェ。コミュニティスペース。イベント企画・観光案内所。運営者は、グー・チョキ・パートナーズ株式会社。運営委託者は、UR都市機構。所在地は、東京都港区西新橋2丁目18-7。

## エリア背景と概要
2014年3月、環状2号線「新橋ー虎ノ門間」約1.35kmが開通。地上街路は「新虎通り」の愛称で呼ばれる。同月、新虎通りエリアマネジメント協議会発足。
2015年7月、UR都市機構はUR新虎通りまちづくり事務所を開所。執務スペースとまちづくりの拠点を一体的に運営する初めての試みとしてオープンする。
2015年10月、新虎通り沿道企業を含む一般社団法人新虎通りエリアマネジメントが設立される。
2018年6月、グー・チョキ・パートナーズ株式会社が運営受託し、新虎小屋を小屋開き。

## 運営（営業形態とイベント）
上記UR都市機構事務所1階に位置する新虎通り沿いのコミュニティスペースを「新虎小屋」と称してグー・チョキ・パートナーズ株式会社が運営。
昼間はカフェ。「小屋めし」として、カレーを中心に女将特製の日替わりランチを提供。近隣店舗の緑茶やほうじ茶、コーヒー等もメニューに掲載。
店内には地域の人々や小屋に関わる人が選んだ本「とらの本」が「御本納（ごほんのう）」され、スペースを利用する人は誰でも手に取って読むことができる。
本のジャンルはまちづくりに関することから、IT、アート、経済、旅、防災関連、アニメ等。子供向けの本やおもちゃもディスプレイされている。
夜は多方面から地域に関係するイベントを企画。定期・不定期で催される。主なイベントは「旅するスナック さすらい」、「What's Money?エミーとゼニーの金融論」、笑でまちづくり「虎笑門（とらえもん）」。日曜朝に行われていた「ヨガストレッチ」は2020年3月現在休止中の様子。Facebookと新虎小屋ホームページで告知される。
2019年10月21日より、グー・チョキ・パートナーズ（株）が運営するCOME ON!!虎ノ門製作委員会が協力し、サンミュージックお笑い芸人「三拍子」によるYouTube生配信を行っている。番組名はYouTubeLive三拍子の「生漫DAY」。毎週月曜夜22:00-23:00生配信。週ごとの時事ネタを取り入れた時事漫才を披露。フリートークや視聴者参加型の企画ネタも。 生漫DAY配信後の23:00からは同製作委員会のYouTube配信も行われ、新虎小屋を拠点とした動画がアップされている。

## 特徴
運営者のグー・チョキ・パートナーズ株式会社（以下gcp）は、まちづくりに関心があることを通して出会った「グー」と「チョキ」と「パー」の３人で構成され、それぞれの得意分野を持ち寄り街をプロデュースしている。
「グー」は虎ノ門エリアを盛り上げるCOME ON!!虎ノ門製作委員会委員長、カモ虎課長生みのデザイナー、アートディレクター小野寺学。街とエンタメを担当する、新虎小屋主人。gcp代表。
「チョキ」は食と音楽を担当する畑谷芳樹。浅草で出汁と音をテーマに和食屋浅草おとを運営。総合プロデューサーとして多岐に渡りプロデュースを手がける。株式会社ビオトープ代表。森と海株式会社代表。NPO土砂災害防止広報センター ITCアドバイザー。
「パー」はテクノロジーとハピネスを担当する末吉隆彦。エンジニアとしてPC設計や測位技術の開発に携わる経歴を持つ。クウジット株式会社代表 兼 空実プロデューサー。慶應SDMで幸福学を研究。